# Lese Majesty
Lese Majesty è il secondo album del duo hip hop statunitense Shabazz Palaces, pubblicato nel 2014. Ampiamente elogiato dai critici, ha ottenuto un punteggio pari a 81/100 su Metacritic basato su 36 recensioni, equivalente al «plauso universale». Il genere musicale interpretato dal duo è di difficile collocazione.
| Recensione     | Giudizio |
| -------------- | -------- |
| AllMusic       | [ 1 ]    |
| PopMatters     | [ 2 ]    |
| Spin           | [ 2 ]    |
| Q              | [ 2 ]    |
| Slant Magazine | [ 2 ]    |
| Rolling Stone  | [ 2 ]    |
| The Guardian   | [ 2 ]    |
| NME            | [ 2 ]    |
| RapReviews     | [ 2 ]    |
| Pitchfork      | [ 2 ]    |

## Tracce
1. Dawn in Luxor – 3:56
2. Forerunner Foray – 3:48
3. They Come in Gold – 3:22
4. Solemn Swears – 1:32
5. Harem Aria – 1:58
6. Noetic Noiromantics – 1:35
7. The Ballad of Lt. Maj. Winnings – 1:42
8. Soundview – 0:40
9. Ishmael – 4:35
10. …down 155th in the MCM Snorkel – 2:12
11. Divine of Form – 0:39
12. #CAKE – 4:02
13. Colluding Oligarchs – 2:09
14. Suspicion of a Shape – 1:41
15. MindGlitch Keytar TM Theme – 1:22
16. Motion Sickness – 3:49
17. New Black Wave – 3:43
18. Sonic MythMap for the Trip Back – 2:08

Tracce bonus
1. Palace Slide – 4:02
2. Palace Slide (instrumental) – 4:02

## Classifiche settimanali
| Classifica (2014)         | Posizione massima |
| ------------------------- | ----------------- |
| US Independent Albums     | 7                 |
| US Tastemaker Albums      | 5                 |
| US Top Rap Albums         | 6                 |
| US Top R&B/Hip-Hop Albums | 10                |